# كريستيان تيو
كريستيان تيلو هيريرا (بالإسبانية Cristian Tello Herrera) (مواليد 11 أغسطس 1991 في ساباديل إسبانيا) هو لاعب كرة قدم يلعب جناح ايسر متقدم يتميز بقدرات كبيرة يلعب حالياً لصالح نادي العروبة السعودي, و لعب لصالح نادي برشلونة الإسباني لكرة القدم حيث استدعاه بيب غوارديولا في عام 2011-2012 للفريق الأول بسبب تألقه الكبير مع برشلونة ب.وأيضا لتعويض اصابة اللاعب دافيد فيا في مباراة السد القطري ويمتاز اللاعب بسرعته وقدرته علي العدو والتوغل من الجبهة اليسري للدفاع ويعد من أفضل الاعبين الشباب في العالم الذين يتوقع لهم مستقبل باهر ومشرق في المستقبل .

## مسيرته الكروية

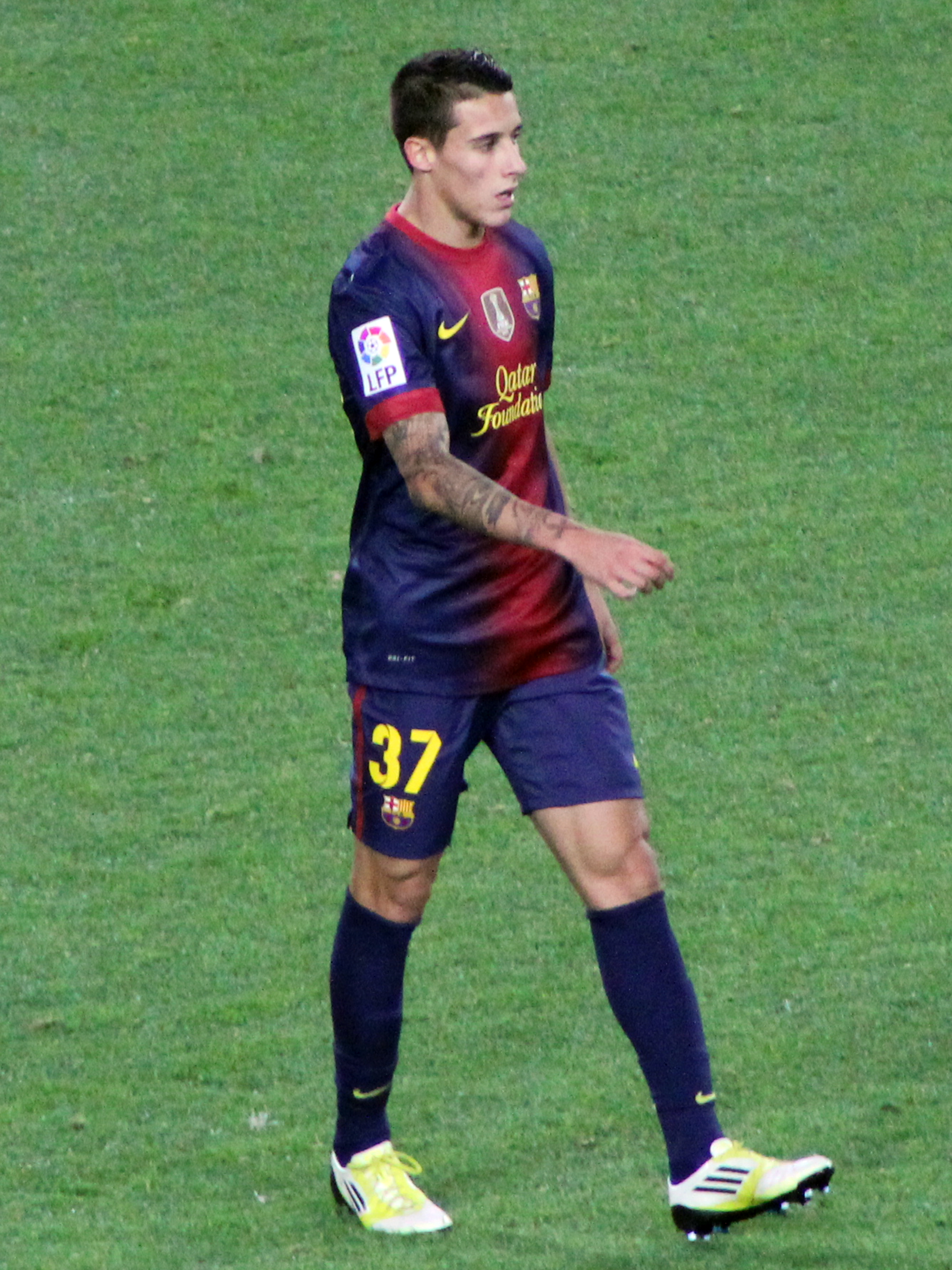
صورة لكريستيان تيو بقميص برشلونة في موسم 2012-2013 في الدوري الاسباني

لعب كريستيان تيو خلال مسيرته الاحترافية مع 6 أندية في اثنا عشر موسمًا وسجل خلالها 42 هدفًا ضمن 250 مباراة. حيث فاز في موسم واحد بالكأس وموسم واحد بالدوري.
خاض كريستيان تيو مسيرته مع إسبانيول ب في موسم 2009–10 لمدة موسم واحد، مشاركًا في 4 مباريات سجل خلالها هدفًا واحدًا. ثم انتقل إلى نادي برشلونة ب في موسم 2010–11 ولمدة موسمين، حيث شارك في 39 مباراة سجل خلالها 9 أهداف. لينتقل بعدها إلى نادي برشلونة في موسم 2011–12 واستمر معه طيلة ثلاثة مواسم، مشاركًا في 59 مباراة سجل خلالها 11 هدفًا. ثم انتقل إلى نادي بورتو في موسم 2014–15 ولمدة موسمين، مشاركًا في 36 مباراة سجل خلالها 7 أهداف. هذا وانتقل لاحقًا إلى نادي فيورنتينا في موسم 2015–16 ولمدة موسمين، مشاركًا في 51 مباراة سجل خلالها 6 أهداف. ثم انتقل بعدها إلى نادي ريال بيتيس في موسم 2017–18 ولمدة موسمين، مشاركًا في 61 مباراة سجل خلالها 8 أهداف.

## روابط خارجية
- كريستيان تيو على موقع الاتحاد الدولي (مؤرشف)  (الإنجليزية)
- كريستيان تيو على موقع الاتحاد الأوربي (الإنجليزية)
- كريستيان تيو على موقع الدوري الأمريكي (الإنجليزية)
- كريستيان تيو على موقع قاعدة بيانات كرة القدم.إي يو (الإنجليزية)
- كريستيان تيو على موقع ناشيونال فوتبول تيمز (الإنجليزية)
- كريستيان تيو على موقع Soccerway.com (الإنجليزية)
- كريستيان تيو على موقع عالم كرة القدم.نت (الإنجليزية)
- كريستيان تيو على موقع كووورة
- كريستيان تيو على موقع أوليمبيديا (الإنجليزية)
- كريستيان تيو على موقع AS.com (الإسبانية)